# Africa Cup of Nations 2010
Africa Cup of Nations 2010 var den 27. udgave af fodboldturneringen Africa Cup of Nations, som holdes hvert andet år blandt de afrikanske lande (CAF). Turneringen blev afviklet mellem 10. og 31. januar 2010 i Angola. Ud over værterne fra Angola deltog 15 andre lande, som havde været igennem flere kvalifikationsrunder, der begyndte i oktober 2007 og involverede 53 afrikanske lande.
Turneringen blev vundet af Egypten, som der slog Ghana 0-1 i finalen den 31. januar 2010. Nigeria kom på en tredjeplads og Algeriet kom på en fjerdeplads.

## Deltagere
Confederation of African Football bestemte, at kvalifikationen til African Cup of Nations 2010 også skulle afgøre hvem der deltager i VM i 2010 i Sydafrika. Derfor var Angola nødt til at deltage i kvalifikationen, selvom de var sikre på at deltage til African Cup of Nations..
- Egypten
- Algeriet
- Angola (vært)
- Benin
- Burkina Faso
- Elfenbenskysten
- Gabon
- Ghana
- Cameroun
- Malawi
- Mali
- Mozambique
- Nigeria
- Zambia
- Tunesien
- Togo*

* Togo trak sig fra turneringen efter at landsholdets spillerbus blev angrebet af bevæbnede mænd i Cabinda (provins) i Angola den 8. januar. Assistenttræneren Amalete Abalo, en pressesekretær og chaufføren omkom ved angrebet på bussen. Separatistbevægelsen Front for the Liberation of the Enclave of Cabinda (FLEC) tog ansvaret for angrebet.

## Stadioner
| Luanda                     | Luanda Cabinda Benguela Lubango | Cabinda                       |
| -------------------------- | ------------------------------- | ----------------------------- |
| Estádio 11 de Novembro     | Luanda Cabinda Benguela Lubango | Estádio Nacional do Chiazi    |
|                            | Luanda Cabinda Benguela Lubango |                               |
| Kapacitet: 50.000          | Luanda Cabinda Benguela Lubango | Kapacitet: 20.000             |
| Benguela                   | Luanda Cabinda Benguela Lubango | Lubango                       |
| Estádio Nacional de Ombaka | Luanda Cabinda Benguela Lubango | Estádio Nacional da Tundavala |
|                            | Luanda Cabinda Benguela Lubango |                               |
| CKapacitet: 35.000         | Luanda Cabinda Benguela Lubango | Kapacitet: 20.000             |

## Kampe
Alle tider er angivet som lokal tid (UTC+1)

### Gruppekampe
| Farvekoder i gruppetabeller               |
| ----------------------------------------- |
| De to øverste går videre til kvartfinalen |
| Tredje- og fjerdepladserne er elimineret  |

#### Regler ved pointlighed
Hvis to eller flere hold ved afslutningen af gruppekampene har opnået samme pointtal, afgøres deres indbyrdes rækkefølge efter følgende kriterier:
1. point opnået i kampe mod øvrige hold i samme situation;
2. målforskel i kampe mod øvrige hold i samme situation;
3. antal mål scoret i kampe mod øvrige hold i samme situation;
4. målforskel i alle gruppekampe;
5. antal mål scoret i alle gruppekampe;
6. bedst i fair play point systemet hvor antal gule og røde kort sammenlignes;
7. lodtrækning foretaget af organisationskomiteen.

#### Gruppe A
| Hold     | Kampe | V | U | T | EM | MM | MF | Point |
| -------- | ----- | - | - | - | -- | -- | -- | ----- |
| Angola   | 3     | 1 | 2 | 0 | 6  | 4  | +2 | 5     |
| Algeriet | 3     | 1 | 1 | 1 | 1  | 3  | –2 | 4     |
| Mali     | 3     | 1 | 1 | 1 | 7  | 6  | +1 | 4     |
| Malawi   | 3     | 1 | 0 | 2 | 4  | 5  | -1 | 3     |

| 10. januar 20:00 |

| Angola                                                          | 4 – 4   | Mali                                             |
| --------------------------------------------------------------- | ------- | ------------------------------------------------ |
| Flávio 36' 42' · Gilberto 67' (straffe) · Manucho 74' (straffe) | Rapport | Keita 79' 90+3' · Kanouté 88' · Yatabaré 90+4' · |

| Estádio 11 de Novembro, Luanda Tilskuere: 45.000 Dommer: Essam Abd El Fatah (Egypten) |

| 11. januar 14:45 |

| Malawi                                    | 3 – 0   | Algeriet |
| ----------------------------------------- | ------- | -------- |
| Mwafulirwa 17' · Kafoteka 35' · Banda 48' | Rapport |          |

| Estádio 11 de Novembro, Luanda Tilskuere: 1.000 Dommer: Badara Diatta (Senegal) |

| 14. januar 17:00 |

| Mali | 0 – 1   | Algeriet       |
| ---- | ------- | -------------- |
|      | Rapport | Halliche 43' · |

| Estádio 11 de Novembro, Luanda Tilskuere: 4.000 Dommer: Muhmed Ssegonga (Uganda) |

| 14. januar 19:30 |

| Angola                   | 2 – 0   | Malawi |
| ------------------------ | ------- | ------ |
| Flávio 49' · Manucho 55' | Rapport |        |

| Estádio 11 de Novembro, Luanda Tilskuere: 48.500 Dommer: Desire Doue Normandiez (Elfenbenskysten) |

| 18. januar 17:00 |

| Angola | 0 – 0   | Algeriet |
| ------ | ------- | -------- |
|        | Rapport |          |

| Estádio 11 de Novembro, Luanda Tilskuere: 40.000 Dommer: Jerome Damon (Sydafrika) |

| 18. januar 17:00 |

| Mali                                 | 3 – 1   | Malawi           |
| ------------------------------------ | ------- | ---------------- |
| Kanouté 1' · Keita 8' · Bagayoko 85' | Rapport | Mwafulirwa 58' · |

| Estádio Chimandela, Cabinda Tilskuere: 21.000 Dommer: R. Seechurn (Mauritius) |

#### Gruppe B
| Hold            | Kampe | V | U | T | EM | MM | MF | Point |
| --------------- | ----- | - | - | - | -- | -- | -- | ----- |
| Elfenbenskysten | 2     | 1 | 1 | 0 | 3  | 1  | +2 | 4     |
| Ghana           | 2     | 1 | 0 | 1 | 2  | 3  | -1 | 3     |
| Burkina Faso    | 2     | 0 | 1 | 1 | 0  | 1  | -1 | 1     |

- Togo trak sig ud fra turneringen efter angrebet på deres bus ved ankomsten til Cabinda.

| 11. januar 17:00 |

| Elfenbenskysten | 0 – 0 | Burkina Faso |
| --------------- | ----- | ------------ |
|                 |       |              |

| Estádio Chimandela, Cabinda Tilskuere: 5.000 Dommer: Kacem Bennaceur (Tunesien) |

| 11. januar 19:30 |

| Ghana | Aflyst | Togo |
| ----- | ------ | ---- |
|       |        |      |

| Estádio Chimandela, Cabinda |

| 15. januar 17:00 |

| Burkina Faso | Aflyst | Togo |
| ------------ | ------ | ---- |
|              |        |      |

| Estádio Chimandela, Cabinda |

| 15. januar 19:30 |

| Elfenbenskysten                       | 3 – 1   | Ghana                  |
| ------------------------------------- | ------- | ---------------------- |
| Gervinho 23' · Tiéné 66' · Drogba 90' | Rapport | Gyan 90+3' (straffe) · |

| Estádio Chimandela, Cabinda Tilskuere: 23.000 Dommer: Jerome Damon (Sydafrika) |

| 19. januar 17:00 |

| Burkina Faso | 0 – 1   | Ghana      |
| ------------ | ------- | ---------- |
|              | Rapport | Ayew 30' · |

| Estádio 11 de Novembro, Luanda Tilskuere: 8.000 Dommer: Eddy Maillet (Seychellerne) |

| 19. januar 17:00 |

| Elfenbenskysten | Aflyst | Togo |
| --------------- | ------ | ---- |
|                 |        |      |

| Estádio Chimandela, Cabinda |

#### Gruppe C
| Hold       | Kampe | V | U | T | EM | MM | MF | Point |
| ---------- | ----- | - | - | - | -- | -- | -- | ----- |
| Egypten    | 3     | 3 | 0 | 0 | 7  | 1  | +6 | 9     |
| Nigeria    | 3     | 2 | 0 | 1 | 5  | 3  | +2 | 6     |
| Benin      | 3     | 0 | 1 | 2 | 2  | 5  | -3 | 1     |
| Mozambique | 3     | 0 | 1 | 2 | 2  | 7  | -5 | 1     |

| 12. januar 17:00 |

| Egypten                            | 3 – 1   | Nigeria     |
| ---------------------------------- | ------- | ----------- |
| Moteab 34' · Hassan 54' · Gedo 87' | Rapport | Obasi 12' · |

| Complexo da Sr. da Graça, Benguela Tilskuere: 18.000 Dommer: R. Seechurn, Mauritius |

| 12. januar 19:30 |

| Mozambique          | 2 – 2   | Benin                                           |
| ------------------- | ------- | ----------------------------------------------- |
| Miro 29' · Fumo 54' | Rapport | Omotoyossi 14' (straffe) · Khan 20' (selvmål) · |

| Complexo da Sr. da Graça, Benguela Tilskuere: 15.000 Dommer: Khalid Abdel Rahman (Sudan) |

| 16. januar 17:00 |

| Nigeria              | 1 – 0   | Benin |
| -------------------- | ------- | ----- |
| Yakubu 42' (straffe) | Rapport |       |

| Complexo da Sr. da Graça, Benguela Tilskuere: 8.000 Dommer: de Carvalho (Angola) |

| 16. januar 19:30 |

| Egypten                        | 2 – 0   | Mozambique |
| ------------------------------ | ------- | ---------- |
| Khan 47' (selvmål) · Geddo 81' | Rapport |            |

| Complexo da Sr. da Graça, Benguela Tilskuere: 16.000 Dommer: Kokou Djaoupe (Togo) |

| 20. januar 17:00 |

| Benin                        | 0 – 2 | Egypten |
| ---------------------------- | ----- | ------- |
| Al-Muhammadi 7' · Moteab 27' |       |         |

| Complexo da Sr. da Graça, Benguela Tilskuere: 12.500 Dommer: Daniel Bennett (Sydafrika) |

| 20. januar 17:00 |

| Nigeria                          | 3 – 0 | Mozambique |
| -------------------------------- | ----- | ---------- |
| Odemwingie 45' 47' · Martins 86' |       |            |

| Estádio Alto da Chela, Lubango Tilskuere: 10.000 Dommer: Koman Coulibaly (Mali) |

#### Gruppe D
| Hold     | Kampe | V | U | T | EM | MM | MF | Point |
| -------- | ----- | - | - | - | -- | -- | -- | ----- |
| Zambia   | 3     | 1 | 1 | 1 | 5  | 5  | 0  | 4     |
| Cameroun | 3     | 1 | 1 | 1 | 5  | 5  | 0  | 4     |
| Gabon    | 3     | 1 | 1 | 1 | 2  | 2  | 0  | 4     |
| Tunesien | 3     | 0 | 3 | 0 | 3  | 3  | 0  | 3     |

| 13. januar 17:00 |

| Cameroun | 0 – 1   | Gabon        |
| -------- | ------- | ------------ |
|          | Rapport | Cousin 17' · |

| Estádio Alto da Chela, Lubango Tilskuere: 15.000 Dommer: Daniel Bennett (Sydafrika) |

| 13. januar 19:30 |

| Zambia      | 1 – 1   | Tunesien       |
| ----------- | ------- | -------------- |
| Mulenga 18' | Rapport | Dhaouadi 40' · |

| Estádio Alto da Chela, Lubango Dommer: Koman Coulibaly (Mali) |

| 17. januar 17:00 |

| Gabon | 0 – 0 | Tunesien |
| ----- | ----- | -------- |
|       |       |          |

| Estádio Alto da Chela, Lubango Tilskuere: 16.000 Dommer: Coffi Codjia (Benin) |

| 17. januar 19:30 |

| Cameroun                              | 3 – 2 | Zambia                                     |
| ------------------------------------- | ----- | ------------------------------------------ |
| Geremi 68' · Eto'o 72' · Idrissou 86' |       | J. Mulenga 8' · C. Katongo 81' (straffe) · |

| Estádio Alto da Chela, Lubango Tilskuere: 15.000 Dommer: Khalil Al Ghamdi (Saudi-Arabien) |

| 21. januar 17:00 |

| Gabon               | 1 – 2 | Zambia                      |
| ------------------- | ----- | --------------------------- |
| F. Do Marcolino 83' |       | Kalaba 28' · Chamanga 62' · |

| Complexo da Sr. da Graça, Benguela Tilskuere: 5.000 Dommer: Mohamed Benouza (Algeriet) |

| 21. januar 17:00 |

| Cameroun                | 2 – 2 | Tunesien                          |
| ----------------------- | ----- | --------------------------------- |
| Eto'o 47' · N'Guémo 64' |       | Chermiti 1' · Chedjou 63' (sm.) · |

| Estádio Alto da Chela, Lubango Tilskuere: 19.000 Dommer: Desire Doue Normandiez (Elfenbenskysten) |

### Slutspil
|  | Kvartfinaler | Kvartfinaler    | Kvartfinaler |         |         | Semifinaler | Semifinaler | Semifinaler |             |             | Finale      | Finale      | Finale |
|  |              |                 |              |         |         |             |             |             |             |             |             |             |        |
|  | A1           | Angola          | 0            |         |         |             |             |             |             |             |             |             |        |
|  | B2           | Ghana           | 1            |         |         |             |             |             |             |             |             |             |        |
|  | B2           | Ghana           | 1            |         | V22     | Ghana       | 1           |             |             |             |             |             |        |
|  |              |                 |              |         | V22     | Ghana       | 1           |             |             |             |             |             |        |
|  |              | V25             | Nigeria      | 0       |         |             |             |             |             |             |             |             |        |
|  | D1           | V25             | Nigeria      | 0       | Zambia  | 0 (4)       |             |             |             |             |             |             |        |
|  | D1           |                 |              |         | Zambia  | 0 (4)       |             |             |             |             |             |             |        |
|  | C2           | Nigeria         | 0 (5)        |         |         |             |             |             |             |             |             |             |        |
|  |              |                 |              |         |         |             |             |             |             |             | V26         | Ghana       | 0      |
|  |              |                 | V27          | Egypten | 1       |             |             |             |             |             |             |             |        |
|  | B1           | Elfenbenskysten | 2            |         |         |             |             |             |             |             |             |             |        |
|  | A2           | Algeriet        | 3            |         |         |             |             |             |             |             |             |             |        |
|  | A2           | Algeriet        | 3            |         | V23     | Algeriet    | 0           |             | Tredjeplads | Tredjeplads | Tredjeplads | Tredjeplads |        |
|  |              |                 |              |         | V23     | Algeriet    | 0           |             | Tredjeplads | Tredjeplads | Tredjeplads | Tredjeplads |        |
|  |              | V24             | Egypten      | 4       |         |             |             |             |             |             |             |             |        |
|  | C1           | V24             | Egypten      | 4       | Egypten | 3           |             | T26         | Nigeria     | 0           |             |             |        |
|  | C1           |                 |              |         | Egypten | 3           |             | T26         | Nigeria     | 0           |             |             |        |
|  | D2           | Cameroun        | 1            |         |         |             |             |             |             |             | T27         | Algeriet    | 1      |

#### Kvartfinaler
| 24. januar 17:00 |

| Angola | 0 – 1   | Ghana              |
| ------ | ------- | ------------------ |
|        | Rapport | Asamoah Gyan 16' · |

| Estádio 11 de Novembro, Luanda Tilskuere: 50.000 Dommer: Mohamed Benouza (Algeriet) |

| 24. januar 20:30 |

| Elfenbenskysten      | 2 – 3 (e.t.) | Algeriet                                     |
| -------------------- | ------------ | -------------------------------------------- |
| Kalou 4' · Keita 89' | Rapport      | Matmour 39' · Bugherra 90+1' · Bouazza 92' · |

| Estádio Chimandela, Cabinda Tilskuere: 10.000 Dommer: Eddy Maillet (Seychellerne) |

| 25. januar 17:00 |

| Egypten                     | 3 – 1 (e.t.) | Cameroun    |
| --------------------------- | ------------ | ----------- |
| Hassan 37' 103' · Geddo 92' | Rapport      | Emana 25' · |

| Complexo da Sr. da Graça, Benguela Tilskuere: 12.000 Dommer: Jerome Damon (Sydafrika) |

| 25. januar 20:30 |

| Zambia | 0 – 0 (4 – 5 str.) | Nigeria |
| ------ | ------------------ | ------- |
|        | Rapport            |         |

| Estádio Alto da Chela, Lubango Tilskuere: 10.000 Dommer: Essam Abd El Fatah (Egypten) |

#### Semifinaler
| 28. januar 17:00 |

| Ghana    | 1 – 0   | Nigeria |
| -------- | ------- | ------- |
| Gyan 21' | Rapport |         |

| Estádio 11 de Novembro, Luanda Tilskuere: 7.500 Dommer: Daniel Bennett (Sydafrika) |

| 28. januar 20:30 |

| Algeriet | 0 – 4   | Egypten                                                                   |
| -------- | ------- | ------------------------------------------------------------------------- |
|          | Rapport | Abd Rabo 39' (str.) · Mohamed Zidan 65' · Abdel-Shafy 81' · Geddo 90+3' · |

| Complexo da Sr. da Graça, Benguela Dommer: Coffi Codjia (Benin) |

#### Kamp om tredjepladsen
| 30. januar 17:00 |

| Nigeria    | 1 – 0   | Algeriet |
| ---------- | ------- | -------- |
| Obinna 56' | Rapport |          |

| Complexo da Sr. da Graça, Benguela Tilskuere: 12.000 Dommer: Badara Diatta (Senegal) |

#### Finale
| 31. januar 17:00 |

| Ghana | 0 – 1   | Egypten     |
| ----- | ------- | ----------- |
|       | Rapport | Geddo 85' · |

| Estádio 11 de Novembro, Luanda Tilskuere: 50.000 Dommer: Koman Coulibaly (Mali) |